# 多明戈·曼里克
多明戈·曼里克（西班牙語：Domingo Manrique，1962年2月24日—），西班牙男子帆船运动员。他曾代表西班牙参加1988年、1992年、1996年和2000年夏季奥林匹克运动会帆船比赛，其中1992年奥运会获得一枚金牌。